# Liste der Monuments historiques in Hagnicourt
Die Liste der Monuments historiques in Hagnicourt führt die Monuments historiques in der französischen Gemeinde Hagnicourt auf.

## Liste der Immobilien
| Bezeichnung            | Beschreibung            | Standort                 | Kennzeichnung | Schutzstatus | Datum | Bild           |
| ---------------------- | ----------------------- | ------------------------ | ------------- | ------------ | ----- | -------------- |
| Kirche Ste-Claire      | ab dem 12. Jahrhundert  | Rue du Château (Lage)    | PA00078449    | Classé       | 1911  | weitere Bilder |
| Château d’Harzillemont | aus dem 16. Jahrhundert | Avenue du Château (Lage) | PA00078448    | Inscrit      | 1987  | weitere Bilder |

## Liste der Objekte
| Bezeichnung                                             | Beschreibung                                                                              | Standort                        | Kennzeichnung | Schutzstatus    | Datum     | Bild |
| ------------------------------------------------------- | ----------------------------------------------------------------------------------------- | ------------------------------- | ------------- | --------------- | --------- | ---- |
| Hauptaltar                                              | Altartisch, Tabernakel und Baldachin; Stein, Marmor, Holz, 18. Jahrhundert                | in der Kirche Ste-Claire (Lage) | PM08000253    | Classé          | 1971      |      |
| Taufbecken                                              | mit Deckel; Marmor, Kupfer, 18. Jahrhundert                                               | in der Kirche Ste-Claire (Lage) | PM08001160    | Inscrit         | 1988      |      |
| Kanzel                                                  | Holz, 19. Jahrhundert                                                                     | in der Kirche Ste-Claire (Lage) | PM08001163    | Inscrit         | 1988      |      |
| Kirchenfenster Johannes Evangelist                      | aus dem 16. Jahrhundert; 1944 verschwunden                                                | in der Kirche Ste-Claire (Lage) | PM08000653    | Classé gelöscht | 1911 1944 |      |
| Weihwasserbecken                                        | Marmor, 18. Jahrhundert                                                                   | in der Kirche Ste-Claire (Lage) | PM08001161    | Inscrit         | 1988      |      |
| 29 Kirchenbänke                                         | Holz, 19. Jahrhundert                                                                     | in der Kirche Ste-Claire (Lage) | PM08001164    | Inscrit         | 1988      |      |
| Beichtstuhl                                             | Holz, erste Hälfte des 19. Jahrhunderts                                                   | in der Kirche Ste-Claire (Lage) | PM08001162    | Inscrit         | 1988      |      |
| Rosenkranzaltar                                         | Altartisch, Tabernakel, Retabel und Gemälde; Stein, Ölfarbe auf Leinwand, 18. Jahrhundert | in der Kirche Ste-Claire (Lage) | PM08000254    | Classé          | 1971      |      |
| Wandgemälde: Heilige Barbara und heiliger Christophorus | aus dem 15. Jahrhundert                                                                   | in der Kirche Ste-Claire (Lage) | PM08000252    | Classé          | 1911      |      |